# Orishas
Gli Orishas sono un gruppo musicale latin rap cubano formatosi ad Havana nel 1999.

## Storia del gruppo
Formato da Yotuel Romero, Ruzzo Medina e Roldán González, e in passato anche da Flaco-Pro, il gruppo ha registrato cinque album, tra cui una raccolta, tutti pubblicati dalla divisione latina dell'etichetta discografica Universal.
Il loro primo disco, A lo cubano, risale al 2000 ed una canzone di questo album (537 C.U.B.A.), di discreto successo in Europa in paesi tra cui Svizzera, Francia, Belgio e Spagna, è stata inclusa nella compilation del Festivalbar di quell'anno in Italia. Con gli album successivi il gruppo si è affermato particolarmente nei paesi europei, in particolare con il disco El kilo, che ha raggiunto alte posizioni nelle classifiche di Svizzera e Spagna.
Hanno partecipato alle colonne sonore di diversi film tra cui The Fast and the Furious, con la canzone Atrevido, e ...e alla fine arriva Polly, con il brano Represent.

## Discografia

### Album in studio
- 2000 - A lo cubano
- 2002 - Emigrante
- 2005 - El kilo
- 2008 - Cosita buena
- 2018 - Gourmet

### Raccolte
- 2007 - Antidiotico